# Rafael Alunan III

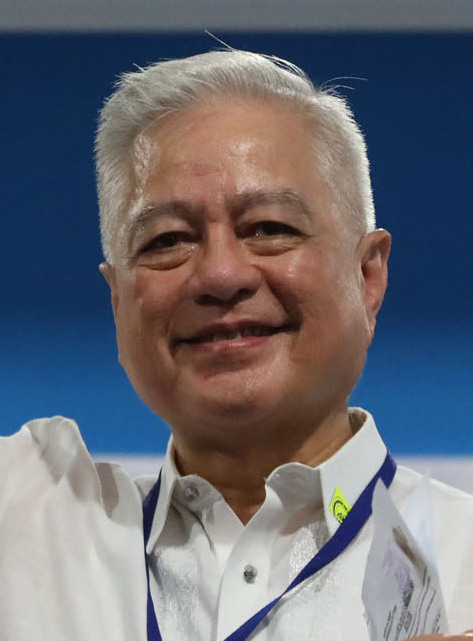
Rafael M. Alunan III

Rafael M. Alunan III (Manilla, 17 mei 1948) is een Filipijns topman en voormalig minister.

## Biografie
Rafael Alunan werd geboren op 17 mei 1948 in de Filipijnse hoofdstad Manilla. Zijn ouders waren Rosario Moreno en Rafael Alunan jr. Zijn grootvader Rafael Alunan was minister gedurende de Amerikaanse koloniale periode, het Gemenebest van de Filipijnen en in het kabinet van Jose Laurel gedurende de Tweede Wereldoorlog. Alunan behaalde een bachelor-diploma Liberal Arts en een bachelor of science Bedrijfskunde aan De La Salle University. Ook voltooide Alunan een MBA-opleiding aan de Ateneo de Manila University en een master-opleiding aan Harvard. Alunan was president van Rafael Aluna Agro-Development van 1975 tot 1989 en de General Reliance Corp. van 1987 tot 1989 en vicepresident van Filsyn Corp.
Van 1989 tot 1996 vervulde Alunan diverse hoge functies in de Filipijnse overheid. Vanaf 1989 was Alunan onderminister van toerisme in het kabinet van Corazon Aquino. Aansluitend was hij van 9 januari 1991 tot 16 februari 1992 minister van toerisme in het kabinet-Aquino. Ook was hij in deze periode voorzitter van de Philippine Tourism Authority. Na de verkiezing van Fidel Ramos tot nieuwe president was Alunan van 1 juli 1992 tot 15 april 1996 minister van binnenlandse zaken en lokaal bestuur. 
Na zijn periode als minister keerde Alunan weer terug naar het Filipijnse bedrijfsleven. Hij was directeur en president van diverse Filipijnse bedrijven. Zo was hij onder meer directeur van Pepsi Cola Products Philippines, van Sun Life of Canada Philippines, Sun Life Financial Plans, Sun Life Balanced Fund. Ook was hij president van First Philippine Infrastructure Develeopment Corp. en Kilosbayan.
Alunan trouwde met Elizabeth Jalbuena en kreeg met haar vijf kinderen.